# Adrià Ferran

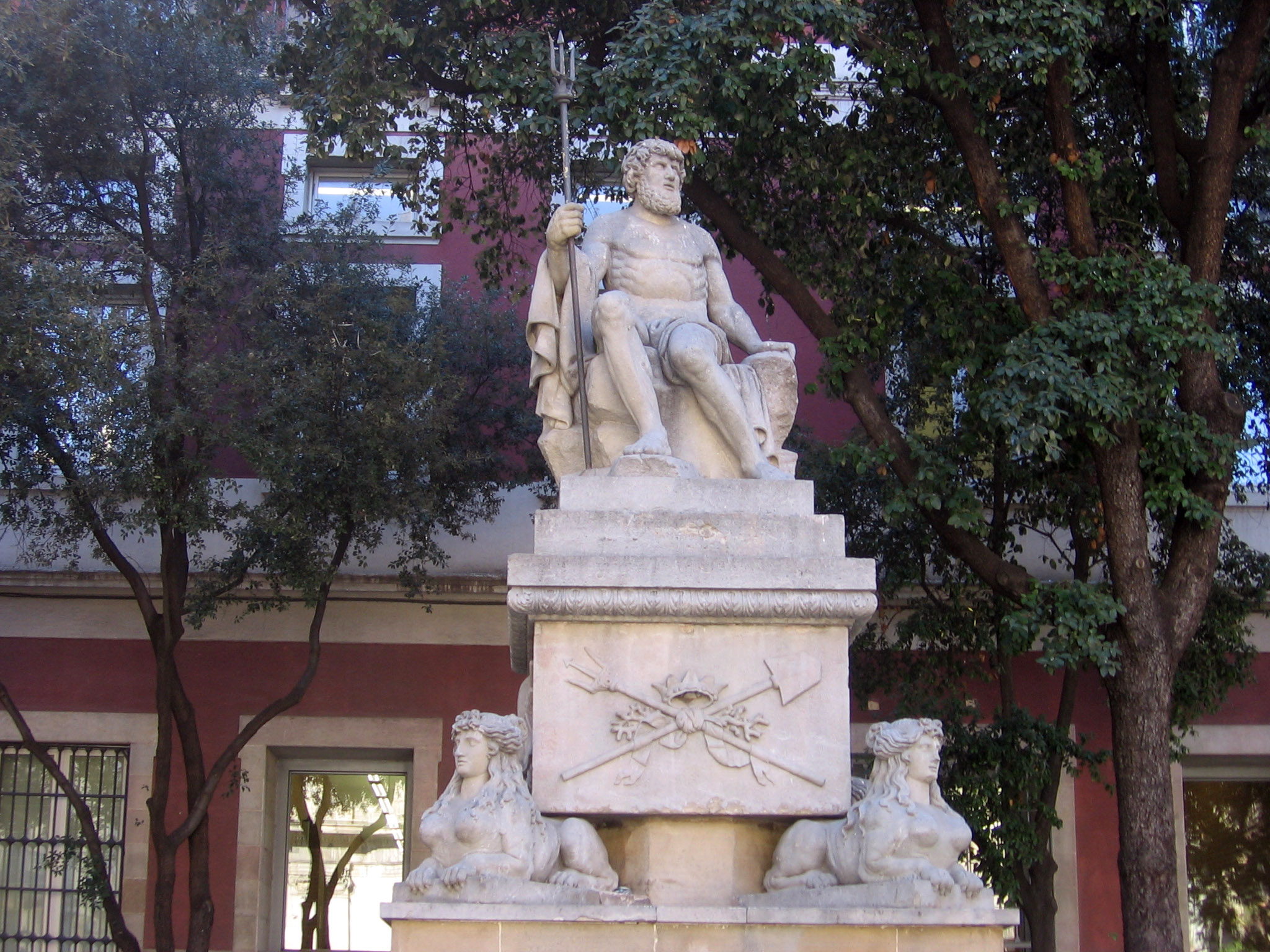
Fuente de Neptuno, plaza de la Merced, Barcelona (1826).

Adrià Ferran i Vallès (Villafranca del Panadés, Barcelona; 1774 - Barcelona, circa 1842) fue un escultor español.

## Biografía
Se tiene constancia de que a los 20 años pertenecía a un gremio y tenía taller propio. En sus inicios se dedicó a la imaginería religiosa, y realizó diversas tallas para el convento de Santa Catalina de Barcelona. En 1809 se exilió a Mallorca a causa de la invasión francesa, donde abrió un taller de estatuaria y mobiliario. Realizó diversas imágenes, crucifijos y ornatos para las catedrales de Palma de Mallorca e Ibiza, así como para diversas parroquias mallorquinas y la Cartuja de Valldemosa, donde confeccionó un San Bruno conservado actualmente en la Catedral de Palma. De vuelta a Barcelona, entre 1822 y 1823 elaboró el grupo de los Santos Justo y Pastor para la iglesia homónima. En 1826 realizó una de sus obras más significativas, la Fuente de Neptuno, situada inicialmente en el Muelle de la Riba y en la actualidad en la plaza de la Merced, frente a la basílica homónima.

Su hijo August Ferran (1813-1879) fue también escultor.